# Strimskogel
Strimskogel je hora ležící v masivu Radstatské Taury v pohoří Nízké Taury v Rakousku. Leží 10 km severně od města Radstadt v severní rozsoše vybíhající z uzlového vrcholu Steinfeldspitze (2344 m). Vypíná se spolu s řetězcem vrcholů tvořící podkovu kolem údolí Zauchental, nad zimním střediskem Zauchensee (1361 m), poblíž kterého leží stejnojmenné jezero.

## Přístup
Přístup k vrcholu je možný ze dvou stran:
- Výchozí bod je silnice vedoucí do nitra údolí (tzv. Steinwandwald, 1099 m). Cesta míří k vrcholu od severu přes polany Labeneck Alm a vrchol Hintere Labeneck (1986 m) vede značená turistická stezka.
- Od jihu od jezera Zauchen See (1339 m) vede strmá cesta podél chaty Vordere Strimshütte a vystupuje na hřeben mezi vrcholy Strimskogel a Taxalmkogel (2038 m). Odtud pohodlně po hřebeni k vrcholovému kříži.